# The Humans (Film)
The Humans ist ein Filmdrama von Stephen Karam, das im September 2021 beim Toronto International Film Festival seine Premiere feierte und am 24. November 2021 in die US-Kinos kam. Der Film basiert auf dem gleichnamigen Einakter des Regisseurs.

## Handlung
Eigentlich will die Familie Blake gemütlich Thanksgiving verbringen und hat sich in Manhattan zusammengefunden. Neben den Töchtern Aimee und Brigid nimmt auch deren Freund Richard an der Feier teil. Ihre Eltern Erik und Deirdre sind aus Scranton in Pennsylvania angereist. Am Abend jedoch erreichen die Spannungen in der Familie ihren Siedepunkt.

## Produktion

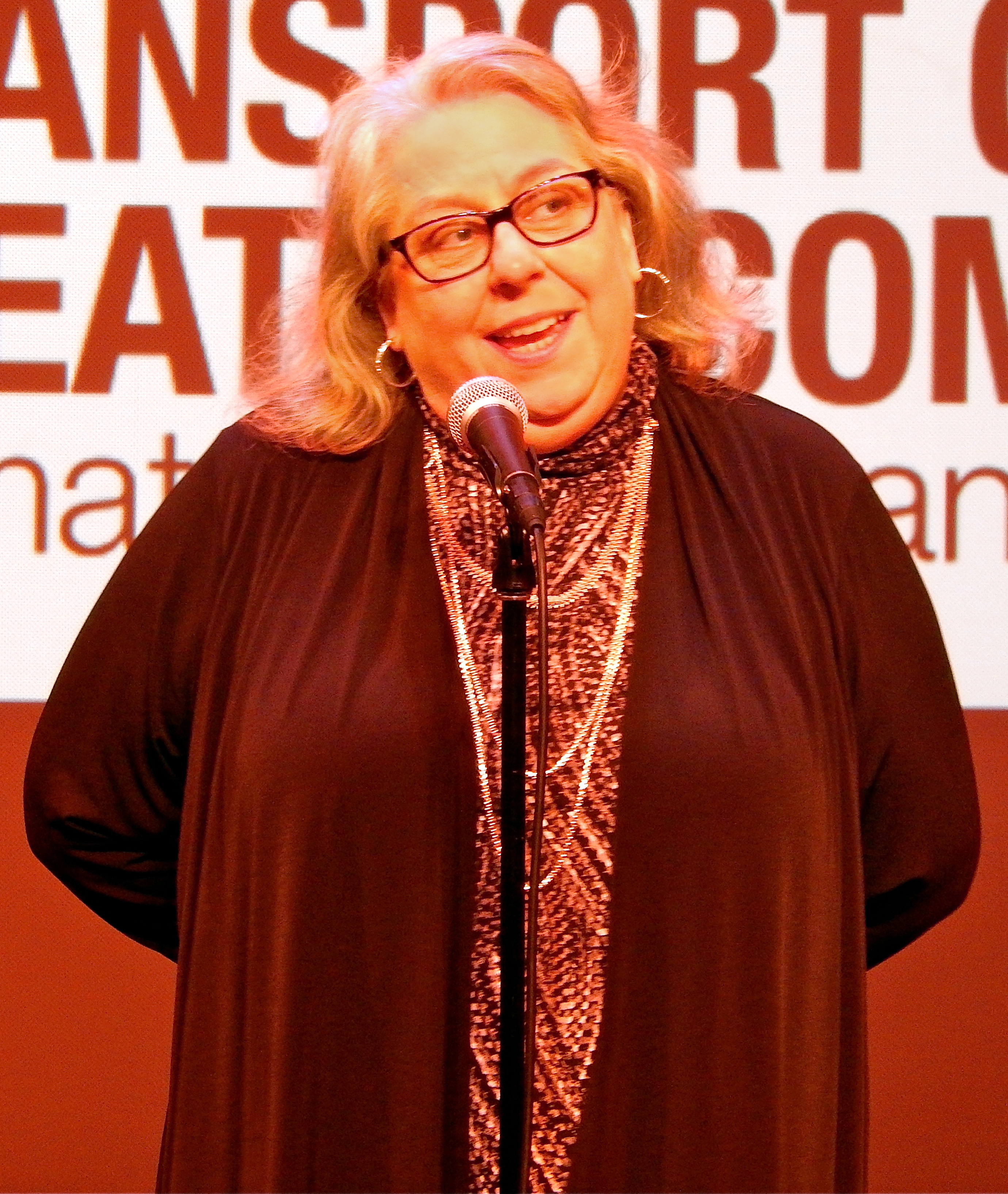
Jayne Houdyshell spielte im Stück Deirdre Blake und übernahm diese Rolle auch im Film.

Der Film basiert auf dem Einakter The Humans von Stephen Karam. Das Stück wurde ab 2016 am Broadway aufgeführt. Es befand sich 2016 unter den Finalisten für den Pulitzer-Preis in der Kategorie Drama und wurde im gleichen Jahr als bestes Stück mit dem Tony Award ausgezeichnet. The Humans wurde in einer Übersetzung von Michael Raab auch im Deutschen veröffentlicht.
Karam führte auch Regie und adaptierte sein Stück für den Film. Es handelt sich um seinen Debütfilm. Die Filmmusik komponierte Nico Muhly.
Beanie Feldstein spielt Brigid Blake, Richard Jenkins und Jayne Houdyshell ihre Eltern Erik und Deirdre. Houdyshell hatte diese Rolle bereits am Broadway im Stück gespielt und wurde hierfür mit dem Tony Award ausgezeichnet.
Die Premiere erfolgte am 12. September 2021 beim Toronto International Film Festival. Im Oktober 2021 wurde er beim Austin Film Festival als Centerpiece gezeigt. Am 24. November 2021 kam der Film in ausgewählte US-Kinos. Im Juni 2022 wurde er beim Sydney Film Festival und beim Filmfest München und im Juli 2022 beim Revolution Perth International Film Festival gezeigt. Ende Juli 2022 wird der Film beim New Horizons International Film Festival vorgestellt.

## Rezeption

### Kritiken
Von den bei Rotten Tomatoes aufgeführten Kritiken sind 92 Prozent positiv.

### Auszeichnungen
Filmfest München 2022
- Nominierung im Wettbewerb Cinevision[6]

Independent Spirit Awards 2022
- Nominierung für die Beste Kamera (Lol Crawley)[10]